# Assur (città antica)
Assur o Aššur (in aramaico ܐܫܘܪ o אשור), conosciuta anche come Qal'at Shirqat, è stata la prima capitale dell'Assiria. Le rovine della città sono situate sulla riva occidentale del fiume Tigri, a nord della confluenza con il tributario Piccolo Zab, nell'odierno Iraq. Il sito di Assur è stato dichiarato patrimonio dell'umanità dalle Nazioni Unite, ma nel 2003 è stato anche inserito nella lista dei siti in pericolo, a causa della guerra in corso in Medio Oriente e per la proposta di costruzione di una diga che avrebbe distrutto la località.

## Archeologia
Dal 1898, la Deutsche Orient-Gesellschaft stava progettando degli scavi ad Assur; sarebbe stata la prima impresa di scavo della società appena fondata.
Robert Koldewey e Eduard Sachau avevano già intrapreso un viaggio di ricerca in Mesopotamia nel 1897/98 per selezionare un sito di scavo adatto. Speravano di trovare numerose iscrizioni reali nella prima capitale dell'Impero assiro. Furono presi in considerazione anche Warka e Senkere. Alla fine, su consiglio di Koldewey, si decise di scavare prima a Babilonia. Solo nel 1900 l'assiriologo Friedrich Delitzsch si schierò nuovamente a favore degli scavi ad Assur e riuscì a ottenere il sostegno dell'imperatore. Si temeva anche che gli inglesi potessero precedere i tedeschi in questo sito storicamente importante.
Il 21 marzo 1901, Delitzsch fu ricevuto da Abdul Hamid II, ma inizialmente non poté ottenere il permesso di scavare perché sul sito c'era una caserma turca. L'autorizzazione fu finalmente concessa il 20 luglio con un telegramma di Abdul Hamid a Guglielmo II, che sostenne gli scavi con 50.000 marchi dal suo portafoglio privato. Senza il suo sostegno, tuttavia, lo scavo non sarebbe stato possibile perché il sito si trovava nei "possedimenti della corona" del Sultano e sulla collina dove sorgeva il palazzo "Adad-nirari's I" era stata costruita una caserma. Lo scavo fu affidato a Walter Andrae, che in precedenza era stato assistente di Koldewey a Babilonia. Andrae arrivò ad Assur nell'agosto del 1903, ma dovette superare numerose difficoltà con le autorità locali finché, a metà settembre, poté finalmente iniziare i primi lavori di scavo. L'istituzione di un consolato tedesco a Mosul nel 1905 portò sollievo. Durante gli scavi dal 1903 al 1914, fu portata alla luce, tra le altre, la biblioteca di Tiglatpileser I. 
Nel 1979, il Dipartimento iracheno delle Antichità ha proseguito l'esplorazione della città, che si è protratta (con interruzioni) fino al 2002. Nuovi scavi tedeschi hanno avuto luogo nel 1988-89 (Reinhard Dittmann, Libera università di Berlino), nel 1989-1990 (Barthel Hrouda, Università di Monaco) e nel 2000-01 (Peter A. Miglus, Università di Halle).
La maggioranza dei reperti ritrovati furono portati al Pergamonmuseum di Berlino, dove sono esposti tuttora. Gli scavi rivelarono che il sito della città era stato occupato dalla metà del III millennio a.C., in epoca ancora sumera, prima che emergesse il regno assiro. I resti più antichi furono scoperti nelle fondazioni del tempio della dea Ištar.

## Storia
Secondo l'Oxford Companion to the Bible, Assur fu "costruita su una rupe di arenaria sulla riva occidentale del Tigri, a circa 35 km a nord della sua confluenza con il fiume Zab inferiore". L'archeologia rivela che il sito della città fu occupato dalla metà del III millennio a.C. Si trattava ancora del periodo sumerico, prima che emergesse l'Assiria. I resti più antichi della città sono stati scoperti nelle fondamenta del tempio di Ishtar e nel Palazzo Vecchio. Nel periodo successivo, la città fu governata da re dell'Impero accadico. Durante la Terza dinastia di Ur, la città fu governata da governatori assiri soggetti ai Sumeri.

### Età paleo-assira
Con l'avvento dell'Impero accadico la città fu conquistata e governata da alcuni re provenienti da Akkad. Dalla fine del III millennio a.C., la città divenne un centro fiorente da cui le vie commerciali si dipanavano in Anatolia, dove i mercanti di Assur crearono diverse colonie assire, chiamate kârum. Fu proprio in questo periodo che nella città furono eretti i primi grandi templi in onore di Assur e Adad, e si iniziarono a costruire le prime fortificazioni.

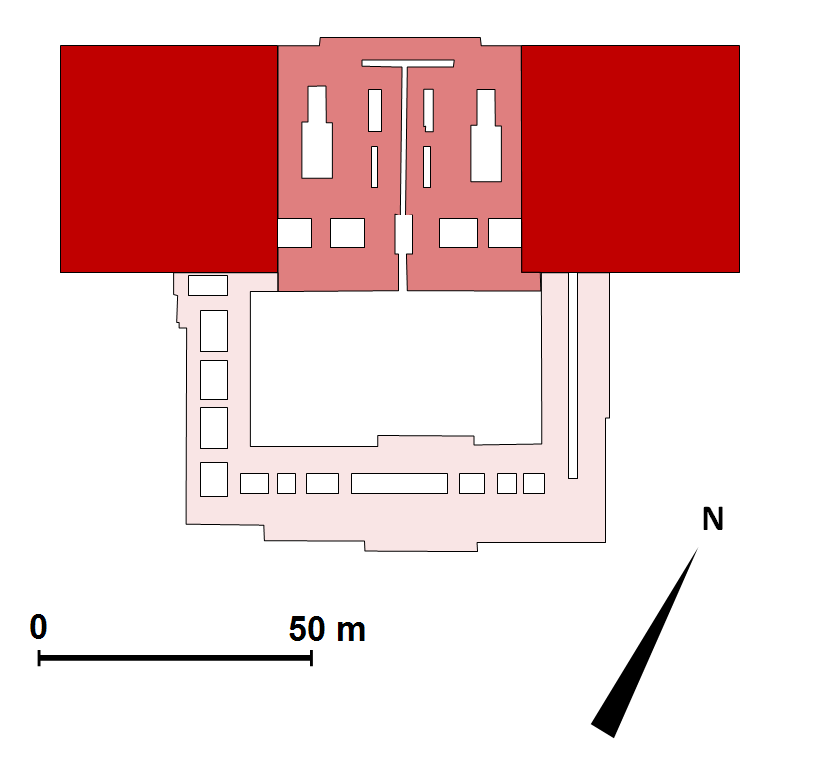
Pianta del tempio di Anu e Adad, in rosso le ziggurat gemelle, in mezzo i due templi, a sud-est il cortile

Assur fu la capitale del regno di Shamshi-Adad I, che espanse il potere della città oltre la valle del fiume Tigri: in questo periodo infatti venne costruito il grande palazzo reale e il tempio del dio Assur venne ampliato con una ziqqurat. Il regno collassò quando Hammurabi di Babilonia si impadronì della città dopo la morte di Shamshi-Adad.

### Età medio-assira
Si hanno prove di un'ulteriore attività edilizia a partire da alcuni secoli successivi, durante il regno del re nativo Puzur-Assur III, quando la città fu rifortificata e i quartieri meridionali furono incorporati nelle difese della città principale. Nel XV secolo a.C. furono costruiti e dedicati templi al dio della luna Sin (Nanna) e al dio del sole Shamash. La città fu poi sottomessa dal re di Mitanni, Shaushtatar, alla fine del XV secolo, che portò le porte d'oro e d'argento del tempio nella sua capitale, Washukanni, come bottino.
Ashur-uballit I rovesciò l'impero mitannico nel 1365 a.C. e gli Assiri raccolsero i frutti di questo trionfo assumendo il controllo della porzione orientale del regno di Mitanni e, in seguito, annettendo anche i territori ittiti, babilonesi, amorrei e hurriti. I secoli successivi videro il restauro degli antichi templi e palazzi di Assur, e la città tornò a essere il trono di un impero magnanimo dal 1365 a.C. al 1076 a.C. Tukulti-Ninurta I (1244-1208 a.C.) costruì anche un nuovo tempio alla dea Ishtar. Il tempio di Anu-Adad fu costruito più tardi, durante il regno di Tiglathpileser I (1115-1075 a.C.). L'area murata della città nel periodo medio-assiro comprendeva circa 1,2 chilometri quadrati.

### Età neo-assira

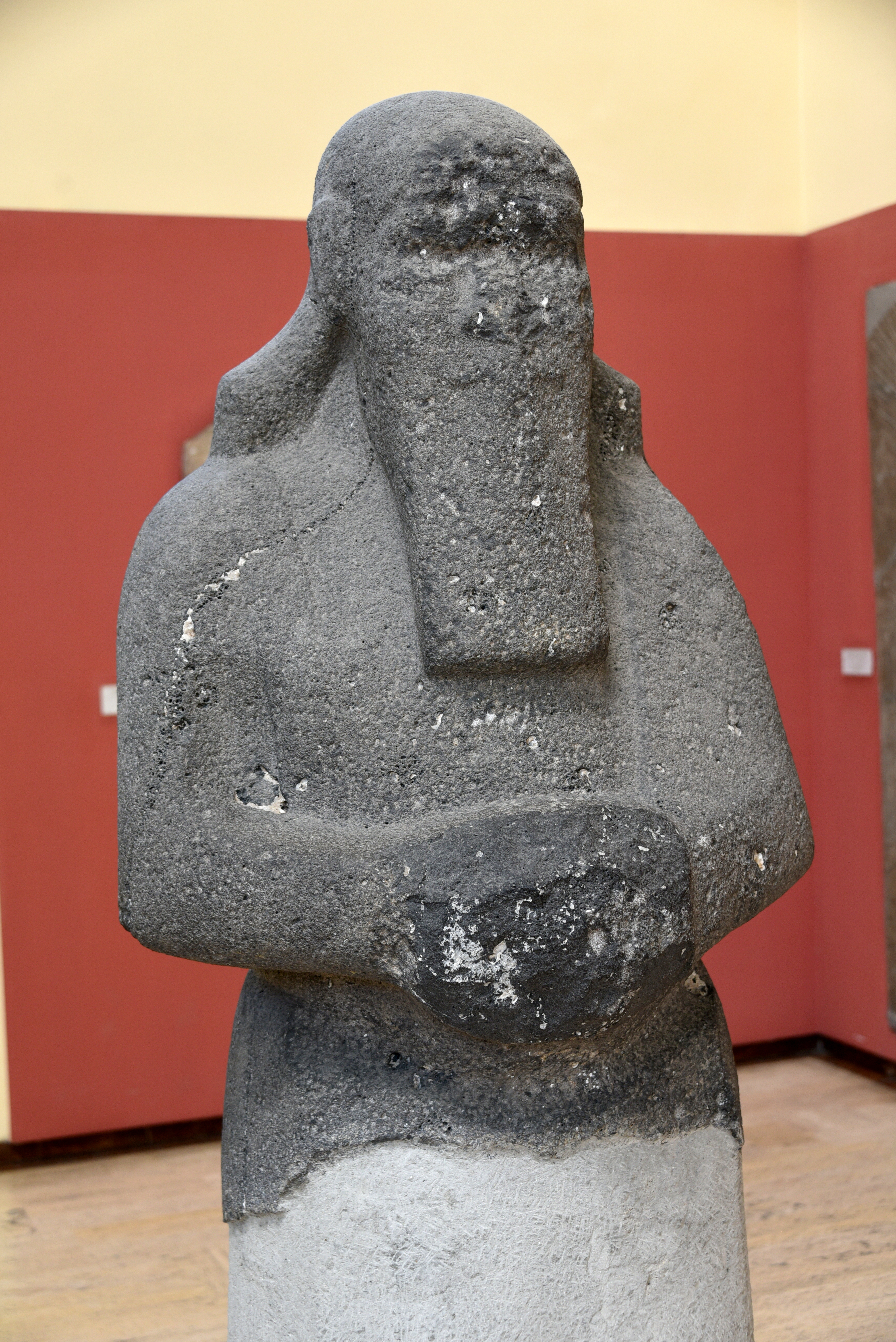
Statua incompleta in basalto di Salmanassar III da Assur, oggi a Istanbul

Nell'età neo-assiro (912-605 a.C.), la residenza reale fu trasferita in altre città assire. Assurnasirpal II (884-859 a.C.) spostò la capitale da Assur a Kalhu in seguito a una serie di campagne di successo e produsse alcune delle più grandi opere d'arte sotto forma di colossali statue (lamassu) e rappresentazioni a basso rilievo della corte reale e delle battaglie. Con il regno di Sargon II (722-705 a.C.), iniziò a sorgere una nuova capitale. Dur-Sharrukin ('fortezza di Sargon'), di dimensioni tali da superare quella di Assurnasirpal II. Tuttavia, egli morì in battaglia e suo figlio e successore Sennacherib abbandonò la città, scegliendo di ingrandire Ninive come sua capitale reale. Tuttavia, la città di Assur rimase il centro religioso dell'impero e continuò a essere venerata come la corona sacra dell'impero, grazie al suo tempio del dio nazionale Assur. Sotto il regno di Sennacherib (705-682 a.C.), fu costruita la "Casa del Nuovo Anno", e le festività furono celebrate in città. Molti dei re furono sepolti sotto il Palazzo Vecchio, mentre alcune regine furono sepolte nelle altre capitali, come la moglie di Sargon, Ataliya. La città fu saccheggiata e in gran parte distrutta durante la decisiva battaglia di Assur, un importante scontro tra l'esercito assiro e quello medo.

### Epoca successiva
La città riprese vita durante il periodo dell'Impero partico, in particolare tra il 150 a.C. e il 270 d.C., venendo reinsediata e diventando un centro amministrativo dell'Assuristan governato dai Parti. Gli assiriologi Simo Parpola e Patricia Crone suggeriscono che Assur potrebbe aver avuto una vera e propria indipendenza in questo periodo. A nord dell'antica città furono costruiti nuovi edifici amministrativi e a sud un palazzo. Il vecchio tempio dedicato al dio nazionale degli Assiri Assur fu ricostruito, così come i templi dedicati ad altre divinità assire.
Le iscrizioni in aramaico orientale assiro provenienti dai resti di Assur hanno fornito informazioni sulla città di epoca partica, con l'Assiria che disponeva di una propria scrittura aramaica siriaca, uguale in termini di grammatica e sintassi a quella trovata a Edessa e altrove nell'regno di Osroene.
Lo storico romano Rufio Festo scrisse intorno al 370 che nel 116 d.C. Traiano formò con le sue conquiste a est dell'Eufrate le nuove province romane di Mesopotamia e Assiria. In ogni caso, appena due anni dopo la presunta creazione della provincia, il successore di Traiano, Adriano, restituì le conquiste orientali di Traiano ai Parti, preferendo vivere con lui in pace e amicizia.
In seguito ci furono incursioni romane in Mesopotamia sotto Lucio Vero e sotto Settimio Severo, che istituì le province romane di Mesopotamia e Osroene.
Assur fu catturata e saccheggiata dal re sasanide Ardashir I intorno al 240 d.C., dopodiché fu distrutta e la popolazione dispersa. Si conoscono alcuni insediamenti per i secoli XII e XIII, ma in seguito vi si registra solo la presenza di beduini nomadi.

## Condizioni attuali
Il sito è stato inserito nella Lista del patrimonio mondiale dell'UNESCO in pericolo nel 2003, quando era minacciato da un progetto di diga su larga scala che avrebbe sommerso l'antico sito archeologico. Il progetto della diga è stato sospeso poco dopo l'invasione dell'Iraq del 2003.
Il territorio intorno all'antico sito è stato occupato dallo Stato Islamico dell'Iraq nel 2015. Poiché l'ISIS aveva distrutto diversi siti storici antichi, tra cui le città di Hatra, Khorsabad e Nimrud, si temeva che anche Assur sarebbe stata distrutta. Secondo alcune fonti, la cittadella di Assur è stata distrutta o gravemente danneggiata nel maggio 2015 da membri dell'IS che hanno utilizzato ordigni esplosivi improvvisati. Un rapporto dell'Associated Press del dicembre 2016, dopo che le forze irachene avevano riconquistato l'area, affermava che i militanti avevano tentato di distruggere le grandiose arcate d'ingresso della città, ma queste erano rimaste in piedi e uno storico locale aveva descritto i danni come "minori".
Nel febbraio 2017, il gruppo non controllava più il sito, che tuttavia non è abbastanza sicuro da poter essere valutato dagli archeologi.